# 曲六乙
曲六乙（1930年—），笔名长白雁、东方雁、曲文、慕宁等，男，辽宁复县人，中国戏剧评论家、戏曲理论家，国家非物质文化遗产保护工作专家委员会委员。